# Zirolana lutea
Genre
Espèce
Zirolana lutea, unique représentant du genre Zirolana, est une espèce d'opilions laniatores de la famille des Assamiidae.

## Distribution
Cette espèce est endémique du Tamil Nadu en Inde. Elle se rencontre dans les Nilgiris dans le district des Nilgiris.

## Description
Le mâle syntype mesure 5 mm et la femelle syntype 5 mm.

## Publication originale
- Roewer, 1940 : « Neue Assamiidae und Trogulidae. Weitere Weberknechte X. » Veröffentlichungen aus dem Deutschen Kolonial- und Übersee-Museum in Bremen, vol. 3, no 1, p. 1–31.